# جهاز الدوران
جِهَازُ الدَّوَرَانِ أو جهاز دوري أو الجِهَازُ الدَّوَرَانِيُّ ويسمى أيضًا الجِهَازُ القَلْبِيُّ الوِعَائِيُّ أو الجِهَازُ الوِعَائِيُّ، هو نظام من الأعضاء التي تشمل القلب والأوعية الدموية والدم والتي تنتشر في جميع أنحاء الجسم، ويشمل الجهاز القلبي الوعائي الذي يتكون من القلب والأوعية الدموية. يسمح الجهاز الدوري بدوران الدم ونقله معه للمغذيات مثل الأحماض الأمينية، الكهرليات، الأكسجين، ثنائي أكسيد الكربون،الهرمونات والعديد من المواد الأخرى من وإلى الخلايا؛ وذلك لتزويدها بالغذاء والمساعدة في التخلص من نواتج الأيض. كما يلعب دورا هاما في تنظيم درجة حرارة الجسم والرقم الهيدروجيني.
الدم هو سائل يتكون من البلازما، وكرات الدم الحمراء وخلايا الدم البيضاء، والصفائح الدموية. يقوم القلب بضخ الدم في شبكة الأوعية الدموية، حاملًا معه الأوكسجين والماء والمواد المغذية وتوزيعها على جميع أعضاء الجسم، كما يورد الكلى بالدم ويتم ترشيحه من المخلفات واخراجه على هيئة بول من الجسم.
السائل الليمفاوي يقوم بإعادة تدوير السائل الزائد الذي رَشَحَ من الشعيرات الدموية أثناء عملية تبادل المغذيات من السائل الخلالي (بين الخلايا)، وتجميعه عبر أوعية دقيقة تسمى الأوعية اللمفية والتي بدورها تتجمع وتصب في الوريد تحت الترقوي.
يعتبر جهاز الدوران لدى الإنسان جهاز مغلق، أي أن الدم لا يغادر أبدًا الأوعية الدموية بينما تعبر وتنتشر المغذيات والأوكسجين عبر جدران الأوعية الدموية إلى السائل الخلالي، الذي يحمل الأوكسجين والمغذيات إلى جميع خلايا الجسم، ثم يعود الدم حاملا معه ثاني أكسيد الكربون ونواتج الأيض وطرحها في أعضاء الإخراج المتخصصة.

## البُنية

رسم متحرك لدورة نموذجية لخلية دم حمراء في الانسان خلال الدورة الدموية. يحدث هذا الرسم المتحرك في الوقت الحقيقي (20 ثانية للدورة). يظهر الرسم تغير شكل خلية الدم الحمراء عند المرور داخل الشعيرات الدموية، وكذلك يبيّن تغيير لون الخلية بالتناوب حسب التقاطها الأكسجين ثم توصيل الأكسجين إلى الأقدام، وجمع ثاني أكسيد الكربون وإعادته للرئتين ليخرج من الجسم.

يتكون الجهاز القلبي الوعائي من القلب والأوعية الدموية والدم.
وهو يشمل الدورة الدموية الصغرى أو الدورة الرئوية: وهي دورة تمثل مسار الدم عبر الرئتين والقلب حيث يكون الدم مؤكسدا (غني بالأكسجين). ويشمل هذا الجهاز أيضًا الدورة الدموية الكبرى أو الدورة الجهازية: وهي حلقة تمثل مسار الدم عبر بقية الجسم (كل الجسم عدا الجزء المشمول في الدورة الدموية الصغرى) ووظيفتها تزويد هذه الأجزاء بالدم الحامل للأكسجين. الشخص البالغ العادي لديه بين 4.7 إلى 5.7 لتر من الدم تشكل ما يقارب 7% من الحجم الكلي للجسم. الدم يتكون من البلازما، وخلايا الدم الحمراء، وخلايا الدم البيضاء، والصفائح الدموية. الصفائح الدموية تعمل على تضميد الجروح بحيث لا يسيل منها الدم إلى الخارج.
يعتبر جهاز الدوران لدى الإنسان جهاز مغلق، أي أن الدم لا يغادر أبدًا الأوعية الدموية بينما تعبر وتنتشر المغذيات والأوكسجين عبر جدران الأوعية الدموية إلى السائل الخلالي، الذي يحمل الأوكسجين والمغذيات إلى جميع خلايا الجسم، ومن ضمنها الدماغ، ثم يعود الدم حاملا ثاني أكسيد الكربون من الخلايا ويعود به إلى الرئتين للتخلص منه مع الزفير. يُعد الجهاز اللمفاوي جهاز مفتوح في الدورة الدموية يتكون من شبكة من الأوعية اللمفاوية، العقد الليمفاوية، السائل الليمفي. تتمثل الوظيفة الرئيسية للدورة اللمفية في تصريف السائل الزائد بين الخلايا الذي رَشَحَ من الشعيرات الدموية أثناء عملية تبادل المواد الغدائة- وإعادتة عبر الأوعية اللمفاوية إلى القلب ومنه إلى الدورة الدموية، هذا بجانب وظيفته الرئيسية في جهاز المناعة لتوفير الدفاع ضد مسببات الأمراض.

### القلب
يضخ القلب الدم إلى جميع أجزاء الجسم موصلاً المواد الغذائية والأكسجين لجميع أنسجة الجسم. يضخ القلب الأيسر الدم المؤكسج العائد من الرئتين إلى باقي أجزاء الجسم في الدورة الدموية الجهازية، فيما يضخ القلب الأيمن الدم غير المؤكسج _العائد من جميع أجزاء الجسم_ إلى الرئتين في الدورة الدموية الرئوية . يوجد في القلب أربع حجرات: الأذين الأيسر والبطين الأيسر والأذين الأيمن والبطين الأيمن. الأذين الأيمن هو الغرفة العلوية للجانب الأيمن من القلب الذي يستقبل الدم الأتي من جميع أجزاء الجسم عبر الوريدين الأجوف العلوي والسفلي ويدفع به إلى البطين الأيمن عبر الصمام ثلاثي الشرفات. وفي البطين الأيمن يُدفع بالدم أثناء عملية الانقباض إلى الشريان الرئوي ومنه إلى الرئة عبر الصمام الرئوي. في الرئة يتم تحميل الدم بالأكسجين وتخليصه من ثاني أكسيد الكربون ثم يعود إلى الأذين الأيسر عبر الأوردة الرئوية، ويُدفع به إلى البطين الأيسر عبر الصمام ثنائي الشرفات. أثناء الأنقباض يُضَخ الدم من البطين الأيسر إلى الشريان الأبهر(الشريان الأورطي) إلى جميع أعضاء الجسم المختلفة.

### الشرايين
هي الأوعية التي تنقل الدم المؤكسج والغذاء من القلب إلى أنسجة الجسم باستثناء الشريان الرئوي الذي ينقل الدم المحمل بثاني أكسيد الكربون إلى الرئة. الشرايين عبارة عن أنابيب عضلية ومرنة تنقل الدم تحت الضغط التي يمارسها القلب. تتفرع الشرايين الكبيرة من الشريان الأبهر، وتستمر بالتفرع إلى شرايين أصغر وأصغر حتى ينتهي بها ذالك إلى شبكة من الأوعية المجهرية الدقيقة تسمى الشعيرات الدموية والتي تزود الأنسجة بالغذاء والأكسجين وتنقل ثاني أكسيد الكربون ومنتجات التمثيل الغذائي الأخرى عن طريق الأوردة.
ينشأ الشريان الأورطي أو الشريان الأبهر من البطين الأيسر للقلب ويتقوس لفترة وجيزة لأعلى قبل أن يستمر في الهبوط بالقرب من العمود الفقري ؛ تنشأ الشرايين التي تمد الرأس والرقبة والذراعين بالدم من هذا القوس . عندما ينزل على طول العمود الفقري يتفرع إلى شرايين رئيسية أخرى تزود الأعضاء الداخلية. في المنطقة أعلى من الحوض بقليل ينقسم الشريان الأورطي إلى فرعين رئيسيين يزود كل منهما ساق واحدة.
يتكون جدران الشريان من ثلاث طبقات. تتكون الطبقة الداخلية أو الغلالة الداخلية من بطانة وعائية من الخلايا الحرشيفية الطلائية البسيطة وشبكة دقيقة من النسيج الضام والألياف المرنة مرتبطة ببعضها البعض في غشاء مثقوب بالعديد من الفتحات. الطبقة الوسطى تتكون أساسًا من خلايا عضلية ملساء (لا إرادية) وألياف مرنة مرتبة في طبقات حلزونية تقريبًا. فيما تتكون الطبقة الخارجية من ألياف الكولاجين التي تعمل كعنصر داعم للشريان. تختلف الشرايين الكبيرة هيكليًا عن الشرايين متوسطة الحجم في كون طبقتها الوسطى أكثر سُّمكًا لاحتوائها على كمية أكبر من العضلات الملساء.

### الأوردة
هي الأوعية الدموية التي تحمل الدم الغير مؤكسج من الجسم إلى الأذين الأيمن من القلب باستثناء الأربعة الأوردة الرئوية التي تنقل الدم المؤكسج من الرئتين إلى الأذين الأيسر من القلب. يتم جمع الدم المحمل بثاني أكسيد الكربون عبر الشعيرات الدموية ومنها يتم نقله عبر الأوعية الوريدية إلى الأذين الأيمن من القلب.
كما هو الحال في الشرايين، فإن جدران الأوردة تتكون من ثلاث طبقات: طبقة داخلية (غلالة بطانية)، طبقة وسطى، وطبقة خارجية. تختلف الطبقة الداخلية في الأوردة عن تلك الموجودة في الشرايين في كون العديد من الأوردة وخاصة أوردة الذراعين والساقين، لها صَّمّامات تسمح بمرور الدم في اتجاه واحد (اتجاه القلب)، أيضًا الغشاء المرن المبطن للشريان والذي يتكون أساسًا من الأنسجة الضامة- لا يوجد في الوريد . الطبقة الوسطى التي تتكون في الشريان من عضلات وألياف مرنة، تكون أقل وأرق في الوريد كما تحتوي على عضلات وأنسجة مرنة أقل مقارنة بتلك الموجودة في الشريان. تتكون الطبقة الخارجية أساسًا من النسيج الضام وهي الطبقة الأكثر سمكًا في الوريد كما هو الحال في الشرايين. الأوردة أكثر عددًا من الشرايين ولها جدران أرق بسبب انخفاض ضغط الدم فيها.

### الشعيرات الدموية
الشعيرات الدموية هي الأوعية الدموية الدقيقة التي تشكل شبكات في جميع أنحاء أنسجة الجسم، من خلال الشعيرات الدموية يتم تبادل الأكسجين والمغذيات بين الدم والأنسجة. الشبكات الشعرية هي الوجهة النهائية للدم الشرياني من القلب وهي نقطة البداية لتدفق الدم الوريدي إلى القلب.
يبلغ قطر الشعيرات الدموية من 8 إلى 10 ميكرون ( الميكرون 0.001 مم) ، وهي كبيرة بما يكفي لتمرير خلايا الدم الحمراء من خلالها. تتكون الشعيرات الدموية من طبقة واحدة من الخلايا البطانية كتلك التي تشكل الطبقة الداخلية للأوعية الكبيرة.
تكون شبكات الشعيرات الدموية ذات أحجام متفاوتة ففي الرئتين وفي مشيمية العين، تكون المسافات بين الشعيرات الدموية أصغر من الأوعية نفسها، بينما في الغلاف الخارجي للشرايين تكون الفراغات بين الشعيرات أكبر بحوالي 10 مرات من قطر الشعيرات الدموية. بشكل عام، تكون المساحات بين الشعيرات أصغر في الأجزاء النامية وفي الغدد والأغشية المخاطية؛ أكبر في العظام والأربطة. وتكاد تكون غائبًه الأوتار.

## التَطَور
يبدأ تطور الجهاز الدوري في الجنين بتكوين الأوعية الدموية. تتطور الشرايين والأوردة من مناطق مختلفة في الجنين. تتطور الشرايين بشكل أساسي من الأقواس الأبهرية، وهي ستة أزواج من الأقواس تتطور في الجزء العلوي من الجنين، فيما تنّشَأ الأورِدة من ثلاثة أوردة ثنائية خلال الأسابيع( 4 - 8 ) من مرحلة التطور الجنيني . تبدأ الدورة الدموية للجنين في غضون الأسبوع الثامن من التطور. لا تشمل الدورة الدموية للجنين الرئتين اللتين يتم تجاوزهما عبر الجذع الشرياني . قبل الولادة يحصل الجنين على الأكسجين والمواد المغذية من الأم عبر المشيمة والحبل السري.
تنّشَأ الشرايين من الأقواس الأبهرية والشريان الأبهر الظهري بدءًا من الأسبوع الرابع من الحياة الجنينية. يتراجع القوسان الأبهر الأول والثاني ويشكلان فقط الشرايين الفكية والشرايين الرُكَّابية على التوالي. ينشأ الجهاز الشرياني نفسه من الأقواس الأبهرية 3 ,4 ,6 (يتراجع قوس الأبهر 5 تمامًا).
الشريان الأبهر الظهري الموجود على الجانب الظهري للجنين يكون موجود في البداية على جانبي الجنين. يندمج فيما بعد ليُشكل الشريان الأَوَرَطِّي. يتفرع منه ما يقرب ثلاثين شريانًا صغيرًا في الخلف والجانبين. تُشكل هذه الفروع الشريانية الشرايين الوربية وشرايين الذراعين والساقين والشرايين القطنية والشرايين العجزية الجانبية. ستشكل الفروع الموجودة على جانبي الشريان الأورطي الشرايين الكلوية والشرايين الكظرية والغدد التناسلية . أخيرًا ، تتكون الفروع الموجودة في مقدمة الشريان الأورطي من الشرايين المحية والشرايين السرية . تشكل الشرايين المحية الداء الزلاقي العلوي والشرايين المساريقية السفلية في الجهاز الهضمي. بعد الولادة تشكل الشرايين السرية الشرايين الحرقفية الداخلية.

## الأهمية السريرية

### أمراض القلب والأوعية الدموية
تسمى الأمراض التي تصيب الجهاز القلبي الوعائي بأمراض القلب والأوعية الدموية. يُطلق على العديد من هذه الأمراض اسم " أمراض نمط الحياة " لأنها تتطور بمرور الوقت وترتبط بالعادات الرياضية للشخص ونظامه الغذائي وما إذا كان مدخنًا وخيارات نمط الحياة الأخرى التي يتخذها الشخص. يعتبر تصلب الشرايين مقدمة للعديد من هذه الأمراض. حيث تتراكم لويحات دهنية صغيرة في جدران الشرايين المتوسطة والكبيرة. قد تنمو هذا اللويحات في النهاية مُغلقَةً مجرى الشريان. كما أنها عامل خطر لمتلازمة الشريان التاجي الحادة، وهي أمراض تتميز بنقص مفاجئ في التروية الدموية لأنسجة القلب. يرتبط تصلب الشرايين أيضًا بمشاكل مثل تمدد الأوعية الدموية.
من أمراض القلب والأوعية الدموية الرئيسية الأخرى الجلطات التي يمكن أن تَنشأ في الأوردة أو الشرايين بَيّدَ أنها أكثر شيوعًا في الأوردة. يَعد الخثار الوريدي العميق الذي يحدث غالبًا في الساقين أحد أسباب حدوث الجلطات في أوردة الساقين خاصةً عندما يكون الشخص ثابتًا أو مُمدَدًا على السرير لفترة طويلة كما في الأشخاص الذين يعانون من كسر في العظام أو شلل في الجسم أو حتى كبار السن الذين يبقون لفترات طويلة مستلقون على الفراش. قد تنفك هذه الجلطة من مكان نشوءها وتتحرك عبر مجرى الدم وتتموضع حيث ينتهي بها المطاف مسببه انقطاع في الدم الداخل أو الخارج إلى العضو، على سبيل المثال: الانصمام الرئوي، يحدث عندما تتسب جلطة دموية بسّد الشريان الرئوي الجذعي أو تفرعاته، تتشكل الجلطة الدموية غالبًا في أوردة الجسم المختلفة خصوصا جلطات الأوردة العميقة، تتحرر الجلطة وتنفك من مكانها في بطانة الوريد ثم تسري مع تيار الدم الوريدي إلى الأذين الأيمن ثم البطين الأيمن ومنه تُدفع عبر الصمام الرئوي إلى جذع الشريان الرئوي حتى ينتهي بها المطاف في الرئة مُسَبِبَه انسداد رئوي. وهكذا تختلف مضاعفات الجلطة ياختلاف المكان التي تستقر فيه ففي القلب قد تتسبب بنوبه إقفارية عابرة، وفي الدماغ سكتة دماغية.
قد تكون أمراض القلب والأوعية الدموية أيضًا ذات طبيعة خلقية، مثل عيوب القلب أو استمرار الدورة الدموية للجنين، حيث لا تحدث تغيرات الدورة الدموية التي من المفترض أن تحدث بعد الولادة. لا ترتبط جميع التغييرات الخلقية في الدورة الدموية بالأمراض ، فهناك عدد كبير من الاختلافات التشريحية .

### الوسائل التَّشخِيصِية
يتم قياس وظيفة وصحة الجهاز الدوري وأجزائه بعدة طرق يدوية وآلية. وتشمل الأساليب البسيطة مثل أخذ نبض الشخص كمؤشر لمعدل ضربات قلب الشخص، أو قياس ضغط الدم من خلال مِقياس ضغط الدم أو استخدام سماعة الطبيب للاستماع إلى القلب لِعلاج النفخات التي قد تُشير إلى مشاكل في صمامات القلب. يمكن أيضًا استخدام مخطط كهربية القلب لتقييم الطريقة التي يتم بها توصيل الكهرباء عبر القلب.
يمكن أيضًا استخدام وسائل أخرى أكثر توغلًا. يمكن استخدام قسطرة يتم إدخالها في الشريان لقياس ضغط النبض أو ضغوط الإسفين الرئوي. يمكن استخدام تصوير الأوعية الدموية ، الذي يتضمن حقن صبغة في الشريان لتصور شجرة الشرايين، في القلب ( تصوير الأوعية التاجية ) . في نفس الوقت الذي يتم فيه تصور الشرايين، يمكن إصلاح الانسدادات أو التضيقات من خلال إدخال الدعامات، ويمكن إدارة النزيف النشط عن طريق إدخال لفائف. يمكن استخدام التصوير بالرنين المغناطيسي لتصوير الشرايين، ويسمى تصوير الأوعية بالرنين المغناطيسي. لتقييم تدفق الدم إلى الرئتين، يمكن استخدام تصوير الأوعية الرئوية المقطعي المحوسب.يمكن استخدام الموجات فوق الصوتية للأوعية الدموية للتحقيق في أمراض الأوعية الدموية التي تؤثر على الجهاز الوريدي والشرايين بما في ذلك تشخيص التضيق والتخثر أو القصور الوريدي. يعد التصوير بالموجات فوق الصوتية داخل الأوعية باستخدام القسطرة خيارًا أيضًا.

## تاريخ
عُثِرَ على أقدم الكتابات المعروفة عن الدورة الدموية في بردية إبيرس (القرن السادس عشر قبل الميلاد)، وهي بردية طبية مصرية قديمة تحوي على أكثر من 700 وصفة وعلاج؛ جسديًا وروحيًا. اعتقد المصريون أن الهواء يدخل من الفم إلى الرئتين والقلب، وينتقل الهواء من القلب إلى كل عضو عبر الشرايين؛ على الرغم من أن هذا المفهوم الخاص بجهاز الدورة الدموية صحيح جزئيًا فقط، إلا أنه يمثل أحد أقدم التفسيرات للفكر العلمي.
اكتشف طبيب في المدرسة الأبوقراطية الصمامات القلبية في القرن الرابع قبل الميلاد، ولكن لم تفهم وظيفتهم بشكل جيد حينها بسبب ركودة الدم ضمن الأوردة بعد الموت وبقاء الشرايين فارغة واعتقاد المشرحين القدماء بأن الشرايين مملوءة بالهواء ووظيفتها نقل الهواء. ثم فرق هيروفيلوس بين الأوردة والشرايين بوجود النبض الذي يعد إحدى خاصيات الشرايين.
لاحظ إيراسيستراتوس أن الشرايين تنزف إذا ما قطعت أثناء الحياة وأرجع هذه الحقيقة إلى الظاهرة التالية: يهرب الهواء من الشريان ويستبدل بالدم الذي يدخل الشريان عبر أوعية صغيرة تصل بين الشرايين والأوردة.
وهو بذلك اكتشف الشعريات الدموية ولكن مع جريان معاكس للدم.
في القرن الثاني للميلاد، طبيب إغريقي يسمى جالينوس، عرف أن الأوعية الدموية تحمل الدم الذي يصنف إلى وريدي (أحمر غامق) وشرياني (أحمر قاني) لكل منهما وظيفة مميزة ومختلفة.
تشتق الطاقة ونمو الأنسجة من الدم الوريدي الذي يتشكل في الكبد من الكيلوس بينما يؤمن الدم الشرياني القدرة الحياتية من خلال احتوائه على الهواء حيث يتشكل الدم الشرياني في القلب.
يجري الدم من الأعضاء المشكلة إلى كل أقسام الجسم حيث يستهلك دون أن يعود إلى القلب أو الكبد.
القلب لا يضخ الدم وإنما حركته تمتص الدم خلال الاسترخاء ويتحرك الدم ضمن الشرايين بواسطة الضغط الموجود فيها.
لقد آمن غالينوس بأن الدم الشرياني ينشأ من مرور الدم الوريدي من البطين الأيسر إلى الأيمن عبر مسام موجودة ضمن الحاجز بين البطينين، ويمر الهواء من الرئتين عبر الشريان الرئوي إلى القسم الأيسر من القلب.
وخلال تشكل الدم الشرياني تتشكل الغازات الملوثة وتمر إلى الرئتين عبر الشريان الرئوي حيث تطرح خارج الجسم.
في عام 1242، أصبح طبيب عربي مسلم، يُدعى ابن النفيس أول شخص يصف بشكل صحيح عملية دوران الدم في الجسم البشري خاصة الدوران الرئوي، وعُدَّ بذلك أبو فيزيولوجية جهاز الدوران.
يقول ابن النفيس في تعليقه على التشريح في كتاب القانون:
| ” | يجب أن يصل الدم من الحجرة اليمنى للقلب إلى الحجرة اليسرى ولكن لا يوجد طريق مباشر يصل بينهما فالحاجز السميك بين حجرات القلب غير مثقوب ولا يحوي مسام مرئية كما اعتقد بعض الناس أو مسام خفية كما اعتقد جالينوس. حيث يجري الدم من الحجرة اليمنى عبر الشريان الرئوي ليصل إلى الرئتين وينتشر عبر مكوناتها ليمتزج مع الهواء ويعود عبر الأوردة الرئوية إلى الحجرة اليسرى للقلب وهناك تشكل روح الحياة. | “ |

ووجدت رسوم توضيحية تشرح هذه العملية.
في عام 1552، وصف ميغيل سيرفيت نفس العملية وكذلك ريالدو كولومبو برهن هذه النتيجة ولكنها بقيت غير معروفة في معظم أوروبا.
وأخيرًا قام وليم هارفي، وهو تلميذ هيرونيموس فابريكيوس (الذي وصف الأوردة والشرايين سابقا دون أن يحدد ما هي وظيفتها)، بمجموعة من التجارب ليكتشف في عام 1628 الجهاز الدوراني البشري وتحدث عنه في كتابه الملهم.
واستطاع هذا العمل أن يقنع العالم الطبي تدريجيا بصحته. لم يستطع هارفي أن يحدد اتصال الشرايين والأوردة عبر جهاز الشعريات الدموية إلى أن وصفها لاحقًا مارتشيلو ملبيغي.

## الحيوانات الأخرى

نظام الدورة الدموية عند الحيوانات البرمائية حيث أن القلب يتكون من 3 غرف فقط وهي الأذين الأيسر والأذين الأيمن وبطين واحد يضخ الدم للرئة وللأعضاء

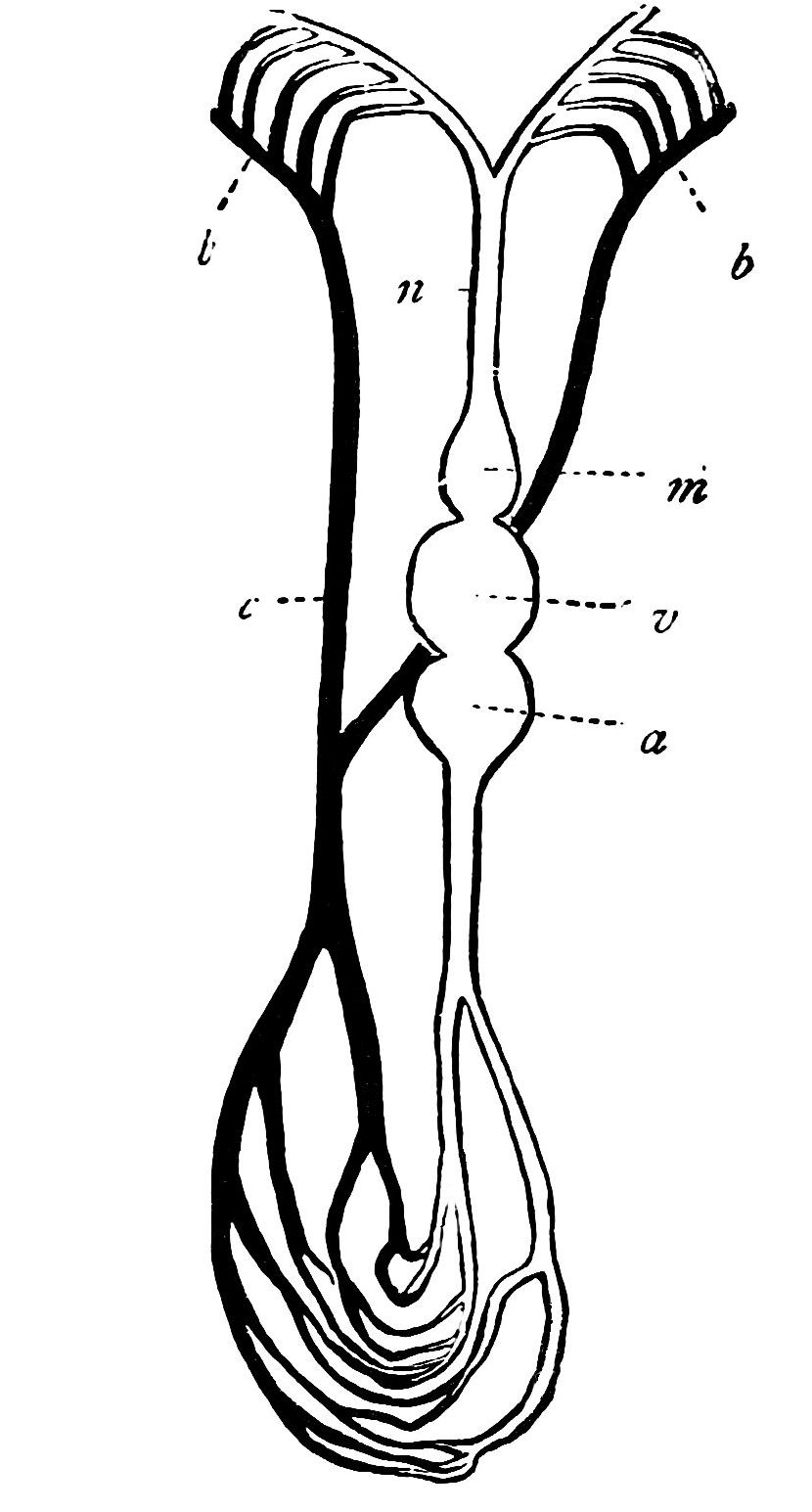
مخطط الدورة الدموية للأسماك

الجهاز الدوري لدى الفقاريات بما فيها الديدان الحلقية (مثل دودة الأرض) وبعض رأسيات القدم (مثل الحبار والأخطبوط) يعتبر جهاز دموي مغلق، كما في الإنسان. وأجهزة الأسماك، البرمائيات، الزواحف، والطيور تظهر مراحل مختلفة من تطور جهاز الدوران.
يملك جِهاز الدوران لدى الأسماك دورة واحدة فقط، حيث الدم يتم ضخه عبر الشعيرات الدموية إلى الخياشيم ويتابع عبر الأوعية الشعرية إلى أنسجة الجسم. وهذا يعرف بالدوران المفرد أو الوحيد. قلب الأسماك لذلك هو مضخة واحدة (تتألف من حجرتين). يوجد في الحيوانات البرمائية والزواحف جهاز دوران مزدوج، لكن القلب ليس دائما مقسوم إلى مضختين مفصولتين تمامًا. فالبرمائيات تملك قلبا يتألف من 3 حجرات.
الطيور والثدييات لديهم انقسام تام وكامل للقلب إلى مضختين، فيتألف القلب فيها من 4 حجرات ويعتقد أن القلب ذي الحجرات الأربعة للطيور تطور بشكل مستقل من ذلك للثدييات.

### عند اللافقاريات
يوجد عند اللافقاريات جهاز دوران مفتوح؛ وهو مجموعة ترتيبات للنقل الداخلي موجودة في بعض الحيوانات اللافقارية مثل الرخويات ومفصليات الأرجل يُنْقَلُ فيها سائل يدعى اللمف الدموي ضمن تجويف مفتوح يدعى الجوف الدموي، بحيث يلامس السائل معظم الأعضاء، لا يوجد أي فاصل بين الدم والسائل الخلالي.

### جهاز دوراني مفتوح
هو تنظيم للنقل الداخلي يوجد عند بعض الحيوانات مثل الرخويات ومفصليات الأرجل، حيث تعبر السوائل المسماة باللمف دموي التي تتواجد ضمن فراغ يسمى الفراغ الدموي الأعضاء محملة بالأوكسجين والأغذية من غير وجود فاصل بين الدم والسائل الخلالي؛ هذا السائل المختلط يسمى اللمف الدموي.
حركة العضلات أثناء تنقل الحيوان تسهل حركة اللمف الدموي، ولكن انزياح السائل من منطقة لأخرى محدود. عندما يسترخي القلب، يعود الدم تدريجيا إلى القلب عبر مسام مفتوحة النهاية (ثغرات).
يملأ اللمف الدموي كل الجوف الدموي الأمامي للجسم ويحيط بكل الخلايا. يتألف اللمف الدموي من ماء، أملاح عضوية (غالبا صوديوم، كلور، بوتاسيوم، مغنيزيوم وكالسيوم)، ومكونات عضوية (غالبا سكريات، البروتينات، والشحوم). الجزيء الناقل الأولي للأكسجين هو هيموسيانين.
تلعب دورا في الجهاز المناعي عند مفصليات الأرجل.

### عدم وجود جهاز دوران
يغيب الجهاز الدوراني في بعض الحيوانات، تشمل الديدان المنبسطة (شعبة الديدان المسطحة). لا يحوي جوف جسمها سائل مبطن أو داخلي.
بدلًا من ذلك يتصل البلعوم العضلي مع جهازها الهضمي متفرع بشدة الذي يؤمن انتقال مباشر للغذيات إلى جميع الخلايا.
إن شكل الجسم الظهري-البطني في الديدان المنبسطة يقلل من المسافة بين أبعد خلية أو الخلايا الخارجية والجهاز الهضمي.
أما الأوكسجين فينتقل من الماء المحيط بالخلايا إلى داخلها ويخرج ثاني أوكسيد الكربون. بالنتيجة تستطيع كل خلية الحصول على المغذيات، الماء، والأوكسجين دون الحاجة إلى جهاز ناقل.

## الهوامش
1. ↑  Hemolymph
2. ↑  Hemocoel